# Dogmazic
 (avril 2024).
Dogmazic est un site web d'écoute et de téléchargement de musique libre, c'est-à-dire distribuée sous licence de libre diffusion. Il est géré par l'association française Musique Libre !
C'est le premier gestionnaire de téléchargement de musique libre à avoir été créé en France. Il comporte plus de 55 000 morceaux,. C'est, avec Jamendo, l'un des principaux sites de diffusion de musique libre en Europe. Un procès intenté au tribunal de première instance de Nivelles, à la suite de la diffusion d'un morceau sous licence Creative Commons (CC) sur son site, a donné lieu à une jurisprudence en Belgique reconnaissant en droit des Creative Commons en Europe,.

## Histoire
Lancé le 10 juin 2004, le site web de l'association Musique Libre ! s'appelait musique-libre.org jusqu'en septembre 2006 où il prend le nom Dogmazic. C'était jusqu'en décembre 2012 une plate-forme de téléchargement de musique sous licences ouvertes. Le site proposait aux artistes de diffuser leurs créations, à la condition que ces œuvres soient couvertes par l'une des licences ouvertes applicables à la musique. Les labels faisant la promotion des artistes du libre pouvaient aussi s'inscrire sur le site pour faire découvrir leur catalogue. En novembre 2011, le catalogue de Dogmazic comprenait 51 066 morceaux par 4 406 groupes et 325 labels sous 35 licences différentes.
En 2010, le morceau « Aabatchouk », composé en 2004 par le groupe Lichôdmapwa, est mis à disposition sur le site Dogmazic sous licence Creative Commons, indiquant de partager à l'identique et de conserver la paternité. La société ABSL utilise cette musique comme fond musical d'une annonce promotionnelle pour l'édition 2008 du festival Francofolies de Spa, diffusé 415 fois dans différents médias de communication. Lichôdmapwa se porte alors partie civile en Belgique, afin qu'ABSL régularise la situation, le groupe ne fait pas partie de la société belge de protection de droits, Sabam. La juge Vandeput, estime qu'il s'agit bien d'une violation de la licence. Elle est alors également reconnue par les Pays-Bas, l'Espagne et les États-Unis. La société a été condamnée à payer 4 500 € au groupe.
Le site a alors proposé un blog consacré à l'actualité de la musique et de la culture libre et un forum de discussion.
L'archive musicale a été indisponible de décembre 2012 à mai 2015,.
Le retour de l'archive musicale en mai 2015, bénéficie du logiciel Ampache.
Dogmazic est notamment diffusé sur la webradio Onde Courte, ainsi que dans les médiathèques de Rennes métropole.

## Association Musique libre!
L'association Musique libre ! est créée fin décembre 2004 à Bordeaux. Une antenne est ouverte à Lyon en 2006, antenne qui devient en 2008 une association séparée nommée Artischaud. Musique Libre ! s'est relocalisée à Lyon en novembre 2011.
Le site doit servir de diffuseur ou de facilitateur pour les labels et les musiciens, en mettant en lien les intervenants. Mais il n’est pas besoin d’adhérer à l’association pour diffuser sur le site.

## Objectif
L'objectif de l'association est de promouvoir et diffuser des artistes indépendants dans le cadre des licences libres et ouvertes. Elle milite pour la gestion individuelle des droits d'auteur auprès des sociétés civiles, des artistes, de l'industrie du disque et des institutionnels et pouvoirs publics. Elle cherche aussi à informer les artistes et le public sur les licences ouvertes, et les nouvelles méthodes de diffusion rendues possibles par Internet. Pour certaines raisons éthiques, et aussi par volonté de favoriser l'émergence d'une nouvelle économie pour la musique libre, Dogmazic refuse totalement le financement de sa structure (et de chacun de ses projets) par la publicité, préférant l'autofinancement par les membres de la communauté et par les dons des visiteurs.

## Droits d'auteur
En France, la récente arrivée et le rapide succès de l'association a créé une situation de début de conflit entre elle et la SACEM, société de gestion collective des droits d’auteur, qui jouissait jusqu’à l’arrivée des licences ouvertes d'une situation de monopole dans l'économie de la musique et qui, jusqu’à il y a peu, refusait l'utilisation de ces nouvelles licences à ses sociétaires.
Certains acteurs du mouvement souhaitent voir la SACEM s'ouvrir aux licences ouvertes afin d'arriver peu à peu à une fusion et une cohabitation pacifique entre la gestion individuelle et la gestion collective des droits d'auteur. D'autres préfèreraient garder au mouvement des licences ouvertes une certaine indépendance par rapport au circuit classique de l'industrie du disque qu'est la SACEM associée aux maisons de disques. L'association se range plutôt dans la dernière catégorie, dans la mesure où ses efforts se concentrent sur la volonté de faire émerger une gestion opérationnelle des droits d’auteur qui soit individuelle.
En 2006, pendant les débats concernant l'adoption de la loi DADVSI durant l'année 2006, l'association participe à la rédaction d'un livre blanc afin d'apporter son point de vue quant à la manière de gérer les réseaux pair à pair.
À partir du 26 octobre 2010 une loi en Belgique protège le Creative Commons utilisé sur des plateformes telles que Jamendo ou Dogmazic.
En 2012, lors de l'accord entre la SACEM et les Creative Commons sur une expérimentation de l'utilisation des licences Creative Commons par la SACEM, l'association Musique Libre ! ainsi que le collectif de musiciens Revolution Sound Records ont publié un communiqué commun montrant leur désaccord. Ils s'opposent, entre autres, à la définition très restrictive de la notion de « non commercial » par la SACEM et pointent du doigt la gestion inégalitaire de la SACEM quant aux redevances qu'elle perçoit pour le compte de ses sociétaires. Lionel Maurel s'inquiète des conséquences pour les bibliothèques.
En 2016, l'association Musique Libre ! a été auditionnée par Joëlle Farchy pour le rapport de « Mission du CSPLA sur l'économie des licences libres dans le secteur culturel ».
En 2018, l'association adhère au C3S. La Cultural Commons Cultural Society (C3S) est une nouvelle société de gestion de droits basée en Allemagne.

## Partenariat avec Pragmazic (2007-2014)
Pragmazic conçoit, fabrique et commercialise des bornes de partage culturel. Cette entreprise, créée par Emmanuel Sargos (ancien président et cofondateur de l'association Musique Libre !) avec deux autres membres de l'association, avait auparavant mis en place un partenariat avec Dogmazic : les artistes pouvaient choisir de rendre disponibles leurs morceaux sur les bornes installées dans des médiathèques, et en échange Pragmazic reversait les deux tiers des abonnements payés par les médiathèques pour les mises à jour de catalogue à l'association Musique Libre.
En 2014, Pragmazic prend le nom de doob. Le partenariat avec Dogmazic cesse alors, sur la demande de Pragmazic à la suite d'un passage hors-ligne de l'archive Dogmazic après des problèmes de sécurité.